# Andreas Henrisusanta
Andreas Henrisusanta, né le 7 juin 1935 à Wonosari dans la province du Territoire spécial de Yogyakarta, et mort le 10 mars 2016, est un prélat indonésien, évêque du diocèse de Tanjungkarang en Indonésie de 1979 à 2012. 

## Biographie
Il est ordonné prêtre pour la congrégation des Prêtres du Sacré-Cœur de Saint-Quentin le 2 juillet 1961. 

## Évêque
Le 29 août 1975, le pape Paul VI le nomme évêque auxiliaire de Tanjungkarang. Il reçoit l'ordination épiscopale le 11 février 1976 suivant des mains de Mgr Justinus Darmojuwono.
À la suite de la démission de Mgr. Albert Hermelink Gentiaras, Il est nommé par le pape Jean-Paul II, évêque de Tanjungkarang.